# Liste der Monuments historiques in Cusey
Die Liste der Monuments historiques in Cusey führt die Monuments historiques in der französischen Gemeinde Cusey auf.

## Liste der Immobilien
| Bezeichnung             | Beschreibung                                     | Standort                               | Kennzeichnung | Schutzstatus | Datum | Bild           |
| ----------------------- | ------------------------------------------------ | -------------------------------------- | ------------- | ------------ | ----- | -------------- |
| Château de Cusey        | Ruine einer Burg aus dem 15. und 16. Jahrhundert | Cusey, rue du Chateau (Lage)           | PA00079046    | Classé       | 1970  | weitere Bilder |
| Kapelle von Trestondans | heute Sakriste der Kirche St-Pierre              | Montormentier, rue du Colombier (Lage) | PA00079045    | Inscrit      | 1939  |                |

## Liste der Objekte
| Bezeichnung                                                       | Beschreibung                                                                                                  | Standort                                      | Kennzeichnung | Schutzstatus | Datum | Bild |
| ----------------------------------------------------------------- | --- | --------------------------------------------- | ------------- | ------------ | ----- | ---- |
| Skulptur Christus                                                 | Holz, farbig gefasst und vergoldet, 18. Jahrhundert                                                           | Cusey, in der Kirche St-Julien (Lage)         | PM52001901    | Inscrit      | 1974  |      |
| Skulptur Johannes Evangelist                                      | Holz, farbig gefasst und vergoldet, 17. Jahrhundert                                                           | Cusey, in der Kirche St-Julien (Lage)         | PM52001772    | Inscrit      | 1975  |      |
| Skulptur Heiliger Julianus (1)                                    | Aufsatz eines Prozessionsstabs; Holz, farbig gefasst und vergoldet, 19. Jahrhundert                           | Cusey, in der Kirche St-Julien (Lage)         | PM52001774    | Inscrit      | 1975  |      |
| Reliquienskulptur Heiliger Antonius                               | Holz, farbig gefasst und vergoldet, 18. Jahrhundert                                                           | Cusey, in der Kirche St-Julien (Lage)         | PM52001776    | Inscrit      | 1975  |      |
| Glocke                                                            | Bronze, aus dem 16. Jahrhundert                                                                               | Montormentier, in der Kirche St-Pierre (Lage) | PM52000397    | Classé       | 1942  |      |
| Prozessionsstab Unterweisung Mariens                              | Holz, farbig gefasst und vergoldet, 19. Jahrhundert                                                           | Cusey, in der Kirche St-Julien (Lage)         | PM52001775    | Inscrit      | 1975  |      |
| Kruzifix                                                          | Holz, farbig gefasst, 17. Jahrhundert                                                                         | Montormentier, in der Kirche St-Pierre (Lage) | PM52001806    | Inscrit      | 1974  |      |
| Marienaltar                                                       | linker Seitenaltar; Altartisch und Retabel; Holz, farbig gefasst und vergoldet, 18. Jahrhundert               | Cusey, in der Kirche St-Julien (Lage)         | PM52001771    | Inscrit      | 1975  |      |
| Grabstein für Richard de Trestondam und Henriette de Saint-Seigne | Stein, bezeichnet 1466                                                                                        | Montormentier, in der Kirche St-Pierre (Lage) | PM52000396    | Classé       | 1933  |      |
| Skulptur Madonna mit Kind (1)                                     | Holz, farbig gefasst und vergoldet, 18. Jahrhundert                                                           | Cusey, in der Kirche St-Julien (Lage)         | PM52001769    | Inscrit      | 1974  |      |
| Skulptur eines heiligen Bischofs                                  | Holz, farbig gefasst und vergoldet, 17. Jahrhundert                                                           | Cusey, in der Kirche St-Julien (Lage)         | PM52001773    | Inscrit      | 1975  |      |
| Skulptur Petrus in päpstlichem Ornat                              | Stein, farbig gefasst, 16. Jahrhundert                                                                        | Montormentier, in der Kirche St-Pierre (Lage) | PM52000398    | Classé       | 1971  |      |
| Skulptur Madonna mit Kind (2)                                     | Stein, farbig gefasst, 16. Jahrhundert                                                                        | Montormentier, in der Kirche St-Pierre (Lage) | PM52000399    | Classé       | 1971  |      |
| Skulptur Heiliger Julianus (2)                                    | Holz, farbig gefasst und vergoldet, zweite Hälfte des 17. Jahrhunderts                                        | Cusey, in der Kirche St-Julien (Lage)         | PM52001768    | Inscrit      | 1974  |      |
| Hauptaltar                                                        | Altartisch, Tabernakel und Exposition; Holz, farbig gefasst und vergoldet, zweite Hälfte des 18. Jahrhunderts | Cusey, in der Kirche St-Julien (Lage)         | PM52001770    | Inscrit      | 1975  |      |
| Grabstein für Antoine Aubertot und seine Frau Françoise           | Stein, 16. Jahrhundert                                                                                        | Montormentier, in der Kirche St-Pierre (Lage) | PM52001807    | Inscrit      | 1974  |      |